# Cresskill
Cresskill és una població dels Estats Units a l'estat de Nova Jersey. Segons el cens del 2007 tenia 8.553 habitants.

## Demografia
Segons el cens del 2000, Cresskill tenia 7.746 habitants, 2.630 habitatges, i 2.161 famílies. La densitat de població era de 1.397,5 habitants/km².
Dels 2.630 habitatges en un 40,6% hi vivien nens de menys de 18 anys, en un 71,1% hi vivien parelles casades, en un 8,5% dones solteres, i en un 17,8% no eren unitats familiars. En el 15,9% dels habitatges hi vivien persones soles el 9,7% de les quals corresponia a persones de 65 anys o més que vivien soles. El nombre mitjà de persones vivint en cada habitatge era de 2,91 i el nombre mitjà de persones que vivien en cada família era de 3,26.
Per edats la població es repartia de la següent manera: un 26,3% tenia menys de 18 anys, un 4,7% entre 18 i 24, un 26,4% entre 25 i 44, un 25,7% de 45 a 60 i un 16,9% 65 anys o més.
L'edat mediana era de 41 anys. Per cada 100 dones de 18 o més anys hi havia 88,2 homes.
La renda mediana per habitatge era de 84.692 $ i la renda mediana per família de 96.245 $. Els homes tenien una renda mediana de 61.194 $ mentre que les dones 38.990 $. La renda per capita de la població era de 41.573 $. Aproximadament l'1,7% de les famílies i el 3% de la població estaven per davall del llindar de pobresa.

## Poblacions més properes
El següent diagrama mostra les poblacions més properes.